# توم ساندرز
توم ساندرز (بالإنجليزية: Tom Sanders)‏ هو لاعب اتحاد الرغبي نيوزلندي، ولد في 5 فبراير 1994 في كرايستشرش في نيوزيلندا.

## وصلات خارجية
- توم ساندرز على موقع ItsRugby.co.uk (الإنجليزية)